# Zahrada vzpomínek

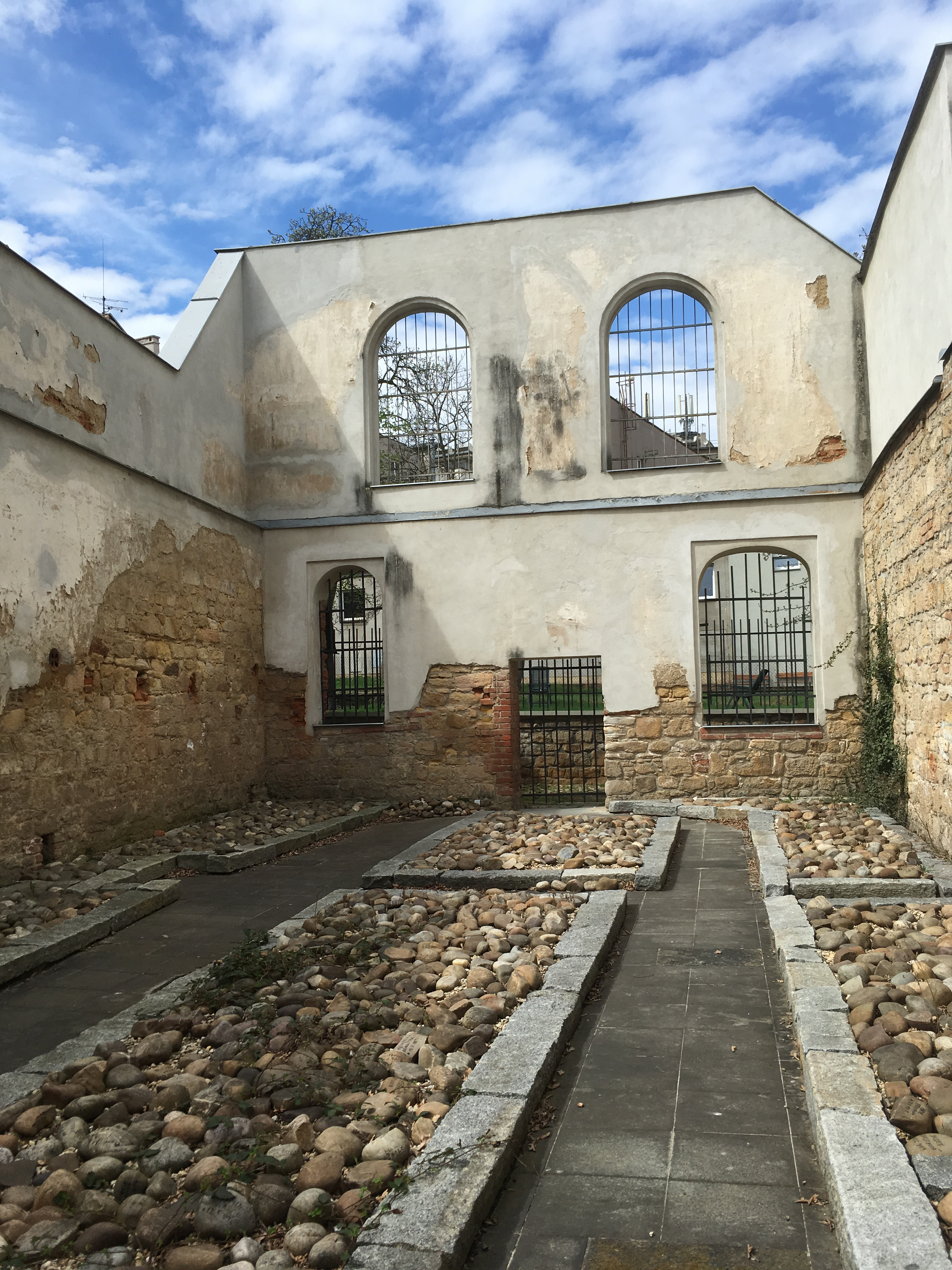
Zahrada vzpomínek - pietní místo k uctění památky obětí šoa

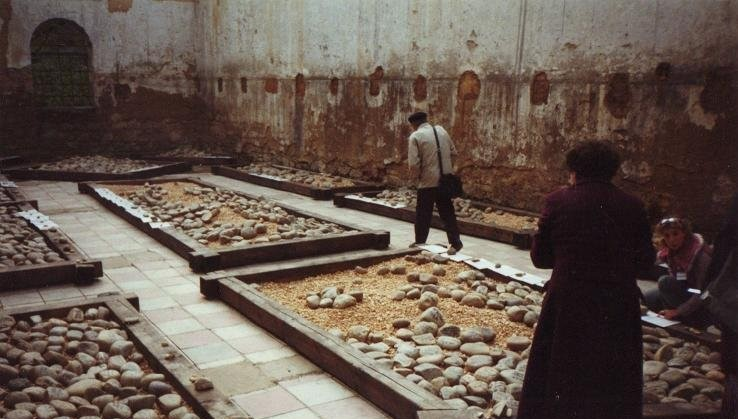
Akce Napiš jedno jméno (2002)

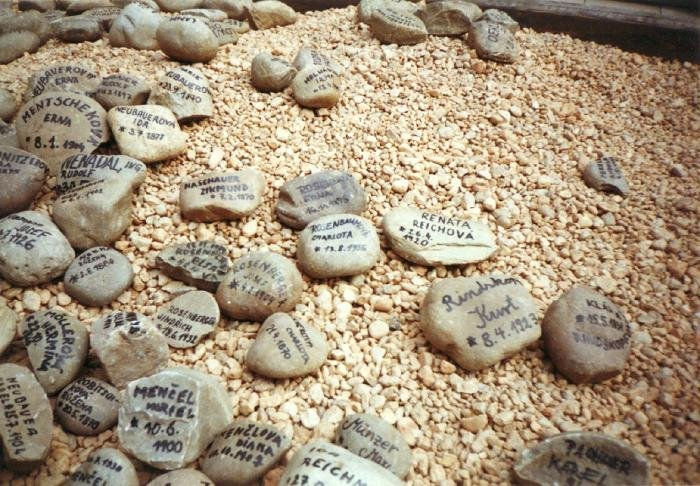
Pokládání kamenů (2002)

Zahrada vzpomínek je pietním místem v prostorách tzv. židovské školy při Staré synagoze ve Smetanových sadech v Plzni. Připomíná tragické osudy dvou a půl tisíc plzeňských obětí šoa.
Památník vznikl především z iniciativy pracovníka plzeňského Památkového ústavu Radovana Kodery v rámci akce "Rok 2002 - rok vzpomínek" připomínající 60. výročí zahájení transportů z Plzně do Terezína. Její součástí byla výstava ve Staré synagoze, vznik filmu o holocaustu a akce Napiš jedno jméno.
Pod názvem Napiš jedno jméno se ve dnech 16.–19. dubna 2002 uskutečnil projekt, jehož smyslem bylo symbolicky uctít a vrátit do města jména mužů, žen a dětí, kteří byli násilně odvlečeni, umučeni či zavražděni a na které se téměř zapomnělo. Do psaní se zapojila široká veřejnost, ale zejména studenti plzeňských středních škol, kteří popsali jmény na 2 600 kamenů představujících symbolické náhrobky Plzeňanů – Židů zmizelých v likvidačních táborech.

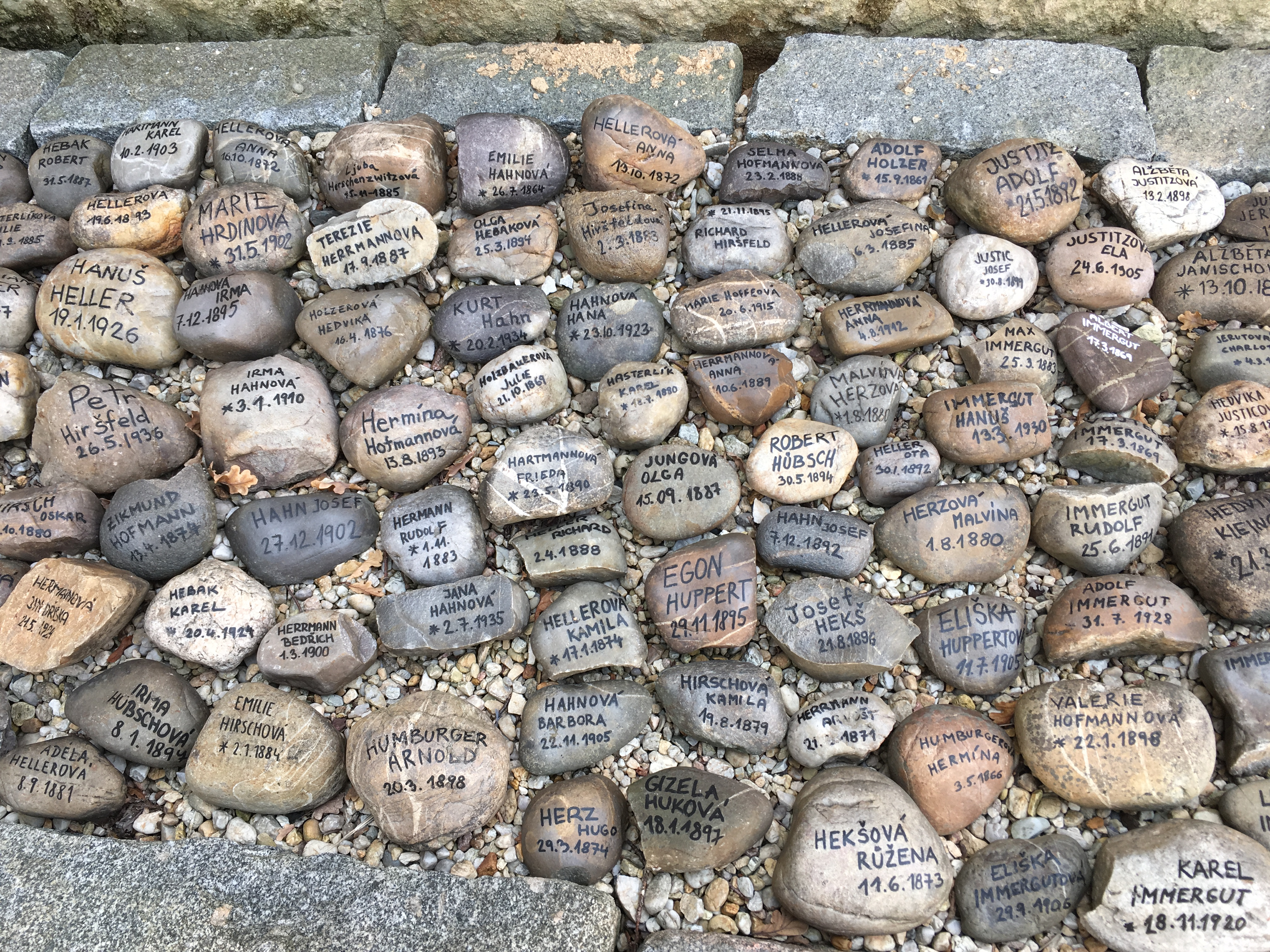
Zahrada vzpomínek (2019)

Kamínky jsou spojeny s tradicí - pokládají se na židovských náhrobcích jako symbol věčnosti zemřelých.
Do projektu obnovy památníku Zahrada vzpomínek se od roku 2014 zapojuje stále více škol. Přicházejí děti různých věkových kategorií, aby obnovily deštěm smyté nápisy. Důležitá obnova památníku s názvem Napiš jedno jméno II, která navázala na první iniciativu z roku 2002, proběhla v říjnu 2014. Pod heslem „Mrtvým pomoci nemůžeme, ale můžeme se alespoň morálně postavit na jejich stranu“ se dobrovolníci pustili do obnovy nápisů. Od té doby se Zahrada vzpomínek pravidelně udržuje.

## Odkazy

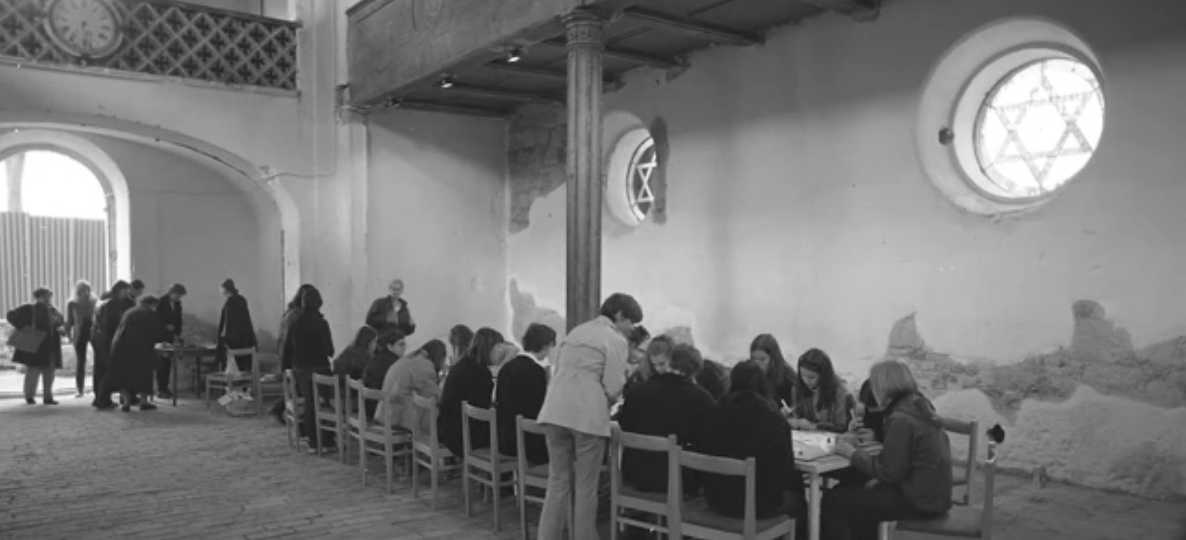
Napiš jedno jméno (duben 2002)
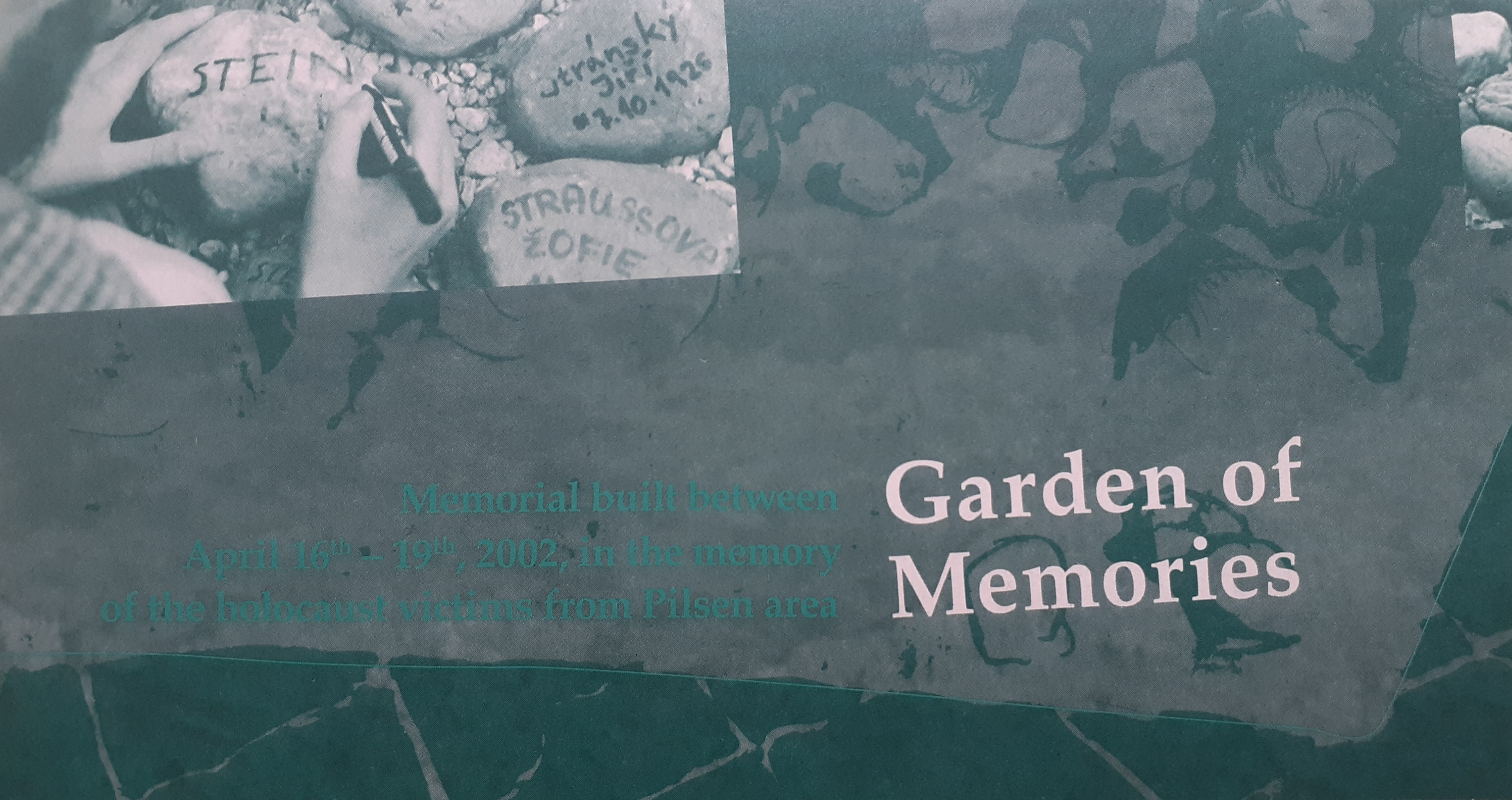
Leták občanského sdružení Humr (2007)